# Богдан Рогатинський
Богдан Івашко Рогатинський, Івашко Богдан Преслужич Рогатинський — руський боярин, дідич і посідач Рогатина, Чесників та інших маєтностей у Галичині, староста Олеська і державець Олеського замку, соратник і полководець великого князя литовського Свидригайла Ольгердовича.

## Біографія
Син руського боярина Волчка Преслужича, власника Рогатина та прилеглих сіл. Підтримував великого князя литовського Свидригайла у його конфлікті з братом Ягайлом. У 1431—1432 роках був олеським старостою від імені Свидригайла. У 1431 році, під час Луцької війни відбив напад на Олеський замок 6-тисячного польського (королівського) війська, яке прийшло з-під Володимира. Незважаючи на те, що олеському державцеві Богдану Рогатинському загрожувала конфіскація маєтностей, зокрема Рогатина, він не піддався.
Згідно з версією Яна Длугоша, під час перемовин з польськими представниками Богдан Рогатинський начебто пообіцяв «здати» Олеський замок у випадку падіння Луцького. Це повідомлення скидається на спробу прикрити невдачу польського війська зі здобуттям Олеського замку, а ще може свідчити про військово-дипломатичні хитрощі олеського старости. У будь-якому випадку Луцька твердиня також вистояла, а Богдан Рогатинський зберіг вірність Свидригайлові.
Не досягнувши воєнної перемоги, король Владислав II Ягайло пішов на підписання з великим князем литовським Свидригайлом 2-річного перемир'я, укладеного 26 серпня 1431 року. Згідно з угодою Олеський замок залишався у складі Великого князівства Литовського.
Чергова боротьба за Олеський замок розгорілася восени 1432 року, коли після палацового перевороту великим князем литовським обрали Сигізмунда Кейстутовича. Король Владислав ІІ Ягайло, не дочекавшись офіційної згоди на передання Олеського замку Польському королівству і порушивши угоду з Свидригайлом, кинув на здобуття непокірної твердині свої найкращі сили — надвірні полки.
Князь Сигізмунд Кейстутович у грамоті від 15 жовтня 1432 змушений був констатувати, що вже під час укладання угод з польською стороною королівські війська взяли в облогу Олеський замок. Була досягнута домовленість, що замок і приналежні йому землі передавали Польщі за умови, якщо замок буде здобутий військовою силою або опанований будь-яким іншим способом. Водночас князь Сигізмунд Кейстутович допускав також, що Польське королівство може погодитися залишити Олеський замок у складі ВКЛ, чим, власне, опосередковано спонукав залогу Олеського замку і його керівника Богдана (Івашка) Рогатинського до продовження опору.
Здобуття Олеського замку набувало для польської сторони важливого політичного значення. Король Ягайло, прибувши до Львова і не отримавши звістки про капітуляцію замку, вирішив вжити дипломатичних заходів. 18 жовтня 1432 року він видав грамоту про «прощення» олещан за антипольські виступи. Він обіцяв повернення «колишньому старості в Олеську» Івашкові Рогатинському і його боярам (зем'янам) конфіскованих раніше маєтностей як під Олеськом, так і на землях Польського королівства.
Очевидно, що такий крок короля Ягайла певною мірою вніс дезорганізацію в ряди оборонців Олеського замку і сприяв його здобуттю королівськими військами наприкінці жовтня 1432 року. Втім, Івашко Рогатинський і цього разу зберіг вірність Свидригайлові. З частиною своїх спільників він вирвався з обложеного замку і приєднався до армії князя Свидригайла.
У 1433 році Владислав II Ягайло вдруге конфіскував маєтності Богдана Рогатинського та роздав своїм вірним прибічникам (так польський шляхтич Миколай Парава з Любіна отримав Рогатин). Богдан же, ймовірно, отримав від Свидригайла якісь маєтності на Волині та в Білорусі. У 1441 році він був старостою клецьким та мельницьким, у 1461 — староста Кам'янця.

## Сім'я
Дружина — Євдокія, дочка князя Андрія Володимировича, онука великого київського князя Володимира Ольгердовича. Мав із нею двох дочок:
- Федора Рогатинська (до 1457—1512) — дружина 1) Івана Семеновича Кобринського, 2) Юрія Паца, 3) Миколи Радзивілла.
- Невідома на ім'я, дружина Михайла Збаразького-Вишневецького.